# Legio VI Parthica

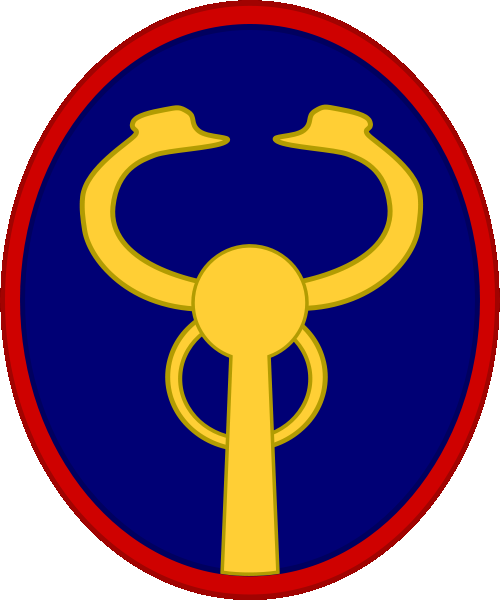
Schildbemalung der Sexta Parthica

Die Legio VI Parthica (sechste parthische Legion) war eine Legion der spätantiken römischen Armee, die wahrscheinlich gemeinsam mit der Legio IIII Parthica und Legio V Parthica um das Jahr 300 n. Chr. von Diokletian aufgestellt wurde. Im Zuge der Neuordnung des Reiches war die Garnisonierung weiterer Truppen in den neugebildeten Provinzen des Ostens erforderlich geworden. Der Name war jedoch anachronistisch, da zu jener Zeit das Partherreich längst untergegangen war. An ihre Stelle waren die Sassaniden getreten.
Die Legion wurde vielleicht in Cepha (Hasankeyf) stationiert oder in einer der Provinzen östlich des Tigris.
Im Laufe des 4. Jahrhunderts verlor die Legion ihr Standlager; sei es durch feindliche Eroberung oder Reorganisation der Provinz und wurde zu einer legio pseudocomitatensis. Möglicherweise stand diese Veränderung im Zusammenhang mit dem fehlgeschlagenen Persienfeldzug des Kaisers Julian im Jahr 363. Die Pseudocomitatenses standen in höherem Ansehen als die Limitanei, zu denen die Legio VI Parthica bisher gehört hatte, wenn sie auch nicht alle Privilegien der Comitatenses genossen.
Im frühen 5. Jahrhundert wurde die Sexta Parthica in der Notitia Dignitatum als legio pseudocomitatensis unter dem Oberbefehl des magister militum per Orientem genannt.